# Leroy Sané
Leroy Aziz Sané (phát âm tiếng Đức: [ˈliːʁɔʏ zaˈneː]; sinh ngày 11 tháng 1 năm 1996) là một cầu thủ bóng đá chuyên nghiệp người Đức thi đấu ở vị trí tiền vệ cánh cho câu lạc bộ Bayern München tại Giải bóng đá vô địch quốc gia Đức và đội tuyển quốc gia Đức. Anh sẽ gia nhập câu lạc bộ Süper Lig Galatasaray theo dạng chuyển nhượng tự do vào ngày 1 tháng 7 năm 2025. Anh nổi tiếng nhờ lối chơi giàu kỹ thuật, tốc độ và khả năng rê bóng tốt.
Sané ra mắt chuyên nghiệp cho Schalke 04 vào năm 2014 và chuyển đến Manchester City vào năm 2016, với giá 37 triệu bảng. Anh đã được vinh danh là Cầu thủ trẻ xuất sắc nhất năm của PFA trong mùa giải 2017–18 và trở thành cầu thủ Đức đầu tiên giành được danh hiệu này sau khi giúp Manchester City giành chức vô địch Premier League và Cúp EFL, thành tích này mà đội bóng anh còn làm tốt hơn khi giành cú ăn ba quốc nội vào mùa giải tiếp theo.
Sané đã ra mắt đội tuyển Đức ở cấp quốc gia vào tháng 11 năm 2015 và là một thành viên của đội hình Đức lọt vào bán kết UEFA Euro 2016.

## Đầu đời
Sané sinh ngày 11 tháng 1 năm 1996 tại Essen, Đức và lớn lên ở Lohrheidestadion, Wattenscheid. Cha của anh là Souleymane Sané, cựu cầu thủ bóng đá người Senegal và mẹ là Regina Weber, cựu vận động viên thể dục nhịp điệu người Đức và đã giành huy chương đồng Thế vận hội Mùa hè 1984. Anh được đặt tên Leroy theo Claude Le Roy, cựu huấn luyện viên trưởng của cha anh. Souleymane Sané lớn lên ở Pháp và chuyển đến Đức thông qua đợt nghĩa vụ trong quân đội Pháp. Cha anh đã gặp mẹ anh khi đang thi đấu chuyên nghiệp cho SG Wattenscheid 09. Hai anh trai của Sané, Kim và Sidi, cũng là cầu thủ bóng đá thi đấu cho đội trẻ hoặc đội dự bị của các câu lạc bộ bóng đá lớn ở Đức.

## Sự nghiệp câu lạc bộ

### Khởi đầu sự nghiệp
Leory Sané bắt đầu sự nghiệp chơi bóng đá cho đội trẻ SG Wattenscheid 09 vào năm 2001. Năm 2005, anh gia nhập Schalke 04 và chuyển đến Bayer Leverkusen vào ba năm sau trước khi trở lại lò đào tạo trẻ Schalke năm 2011.

### Schalke 04

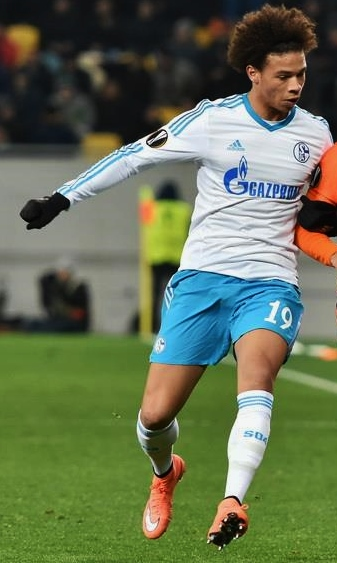
Sané thi đấu cho Schalke 04 năm 2016

Ngày 21 tháng 3 năm 2014, Sané ký hợp đồng chuyên nghiệp đầu tiên với Schalke 04, với bản hợp đồng có thời hạn đến ngày 30 tháng 6 năm 2017. Anh có trận ra mắt cho câu lạc bộ tại Bundesliga vào ngày 20 tháng 4 năm 2014, vào sân thay cho Max Meyer ở phút thứ 77 trong trận gặp VfB Stuttgart khi đội bóng anh kết thúc với thất bại 1–3 trên sân khách. Ngày 13 tháng 12, anh ghi bàn thắng đầu tiên ở mùa giải trong trận thua 1–2 trên sân nhà trước 1. FC Köln.  Ngày 11 tháng 3 năm 2015, Sané ghi bàn trong trận đầu tiên tại UEFA Champions League, gặp Real Madrid, trận đấu mà Schalke đánh bại 4–3. Tuy nhiên, anh cùng đồng đội bị loại khỏi giải đấu với tỷ số thua chung cuộc 4–5.

### Manchester City

#### 2016–17: Mùa ra mắt
Ngày 2 tháng 8 năm 2016, Sané ký hợp đồng với câu lạc bộ Premier League (Anh) Manchester City, có thời hạn 5 năm với mức phí 37 triệu bảng, kèm theo các điều khoản bổ sung tăng mức phí lên tới 46,5 bảng triệu. Anh có trận ra mắt vào ngày 10 tháng 9, trong trận derby Manchester gặp Manchester United khi anh cùng đồng đội giành chiến thắng với tỷ số 2–1. Anh có bàn thắng đầu tiên cho Manchester City vào ngày 18 tháng 12, trong trận thắng 2–1 trước Arsenal ở sân nhà tại Premier League vào ngày 18 tháng 12. Sau một thời gian ngồi ngoài vì chấn thương, Sané trở lại thi đấu vào vào ngày 21 tháng 1 năm 2017, trong trận gặp Tottenham Hotspur trên sân nhà và ghi bàn thắng ở phút thứ 49, trận đấu sau đó kết thúc với tỷ số hòa 2–2. Ngày 28 tháng 1, anh ghi bàn trong trận thắng 3–0 trước Crystal Palace ở vòng 4 Cúp FA.
Ngày 21 tháng 2, Sané ghi bàn cho Manchester City khi họ lội ngược dòng 5–3 trước AS Monaco ở trận lượt đi vòng 16 đội Champions League. Ngày 1 tháng 3, anh ghi bàn vào lưới Huddersfield Town trong chiến thắng 5–1 trên sân nhà ở trận đá lại vòng 5 Cúp FA. Bốn ngày sau, anh ghi bàn trong chiến thắng 2–0 trước Sunderland. Sané ghi bàn trong trận lượt về gặp Monaco ở Champion League; tuy nhiên, Manchester City để thua 1–3, khiến đội bóng anh bị loại khỏi giải đấu vì luật bàn thắng trên sân khách. Ngày 2 tháng 4, Sané ghi bàn mở tỷ số trong trận hòa 2–2 trước Arsenal. Ngày 15 tháng 4, anh ghi bàn vào lưới Southampton trong chiến thắng 3–0.
Tháng 7 năm 2017, Sané biết mình tin rằng mùa giải đầu tiên ở Manchester City đã bị hạn chế do không thở được bằng mũi. Anh nói rằng mình nhất là chịu đựng trong các trận đấu, với nghẹt mũi đã gây trở ngại màn trình diễn và khiến anh cảmvthấy ô cùng thất vọng.Vì thế, Sane đã phải phẫu thuật mũi trong thời gian nghỉ thi đấu. Điều này khiến anh bỏ lỡ FIFA Confederations Cup năm đó, nhưng anh nói rằng chứng nghẹt mũi mãn tính ngày càng trở nên không thể chịu đựng được đối với mình và muốn bước vào mùa giải tiếp theo với cảm giác vui vẻ và khỏe mạnh.

#### 2017–19: Liên tiếp vô địch giải đấu

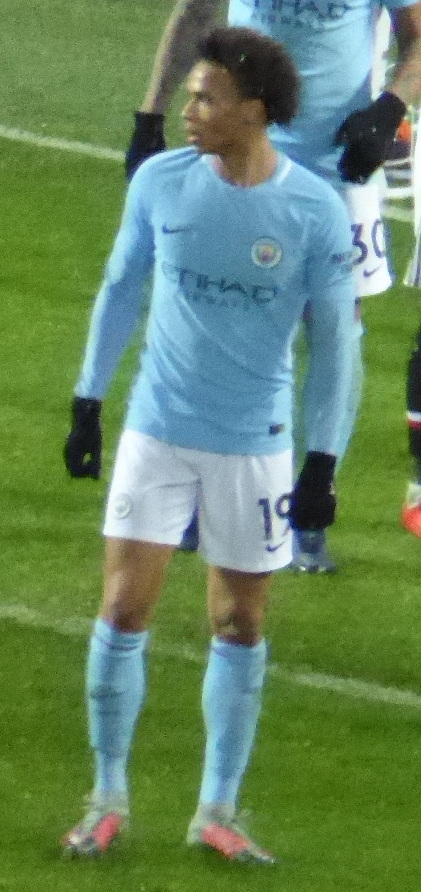
Sané thi đấu cho Manchester City năm 2017

Ngày 9 tháng 9 năm 2017, Sané ghi bàn đầu tiên trong số hai bàn thắng cho Manchester City ở mùa giải 2017–18, khi đánh bại Liverpool ở trên nhà với tỷ số 5–0. Ngày 20 tháng 9, anh ghi hai bàn ẩn định chiến thắng 2–1 trước West Bromwich Albio ở vòng 3 cúp EFL. Ngày 23 tháng 9, anh ghi bàn thắng từ pha kiến tạo của David Silva để mở tỷ số sau 44 phút không ghi bàn thắng nào trong chiến thắng 5–0 trước Crystal Palace. Ngày 14 tháng 10, Sané ghi bàn bằng pha dứt điểm gọn gàng ở phút thứ 62 để nâng tỷ số lên 6–2 trước Stoke City, trận đấu kết thúc với chiến thắng 7–2. Ngày 21 tháng 10, anh ghi bàn vào lưới Burnley chỉ chục vài giây sau bàn thắng của Fernandinho ở phút thứ 73, ẩn định chiến thắng 3–0. Ngày 28 tháng 10, anh ghi bàn mở tỷ số bằng cú đá hiểm hóc trong chiến thắng 3–2 trước West Bromwich Albion. Sau khi ghi một bàn thắng và một pha kiến tạo của Sané trong mỗi ba trận đấu, anh giành được giải thưởng Cầu thủ xuất sắc nhất tháng của Premier League vào tháng 10 năm 2017. Ngày 6 tháng 1 năm 2018, Sané ghi bàn trong chiến thắng 4–1 trước Burnley ở vòng 3 Cúp FA. Ngày 14 tháng 1, anh ghi bàn cho Manchester City sau một pha rất kỹ thuật để gỡ hoà 1–1; tuy nhiên, họ để thua Liverpool 3–4. Chín ngày sau, anh ghi bàn mở tỷ số vào lưới Bistrol City ở phút thứ 43, khi Manchester City kết thúc với trận thắng 3–2 để giành quyền vào chung kết Cúp EFL. Ngày 25 tháng 2, Sané thi đấu trong 77 phút trước khi bị thay ra trong trận thắng 3–0 của Manchester City trước Arsenal để giành chức vô địch Cúp EFL. Đây là danh hiệu đầu tiên của Manchester City dưới thời huấn luyện viên Pep Guardiola. Ngày 1 tháng 3, anh ghi bàn trong trận gặp lại Arsenal khi đội bóng anh thắng 3–0i. Ngày 31 tháng 3, anh ghi bàn trong chiến thắng 3–1 trên sân khách trước Everton, giúp Manchester City chỉ còn một trận thắng để giành chức vô địch Premier League. Ngày 29 tháng 4, anh ghi bàn vào lưới West Ham United trong chiến thắng 4–1.
Sané giành được giải thưởng Cầu thủ trẻ xuất sắc nhất năm của PFA nhờ góp phần giúp Manchester City giành chức vô địch Premier League 2017–18, vượt qua các đồng đội Raheem Sterling và Ederson, cũng như tiền đạo Tottenham Hotspur - Harry Kane. Với 15 pha kiến tạo, Sané ngay khi bỏ lỡ cơ hội giành danh hiệu Cầu thủ xuất sắc nhất mùa giải Premier League vào tay đồng đội Kevin De Bruyne.
Ngày 15 tháng 9 năm 2018, Sané ghi bàn mở tỷ số và bàn thắng đầu tiên ở mùa giải 2018–19, trong chiến thắng 3–0 trên sân nhà của Manchester City trước Fulham. Sau đó, anh ghi bàn thắng trong các trận thắng liên tiếp trên sân nhà trước Burnley và Southampton. Ngày 24 tháng 11, Sané thực hiện một pha kiến tạo cho Sterling ghi bàn thắng ở hiệp một và lập một cú đúp ở phút cuối trong chiến thắng 4–0 trước West Ham United.
Ngày 3 tháng 1 năm 2019, anh ghi bàn thắng ở phút thứ 72 để ẩn định chiến thắng 2–1 trước Liverpool. Điều này dẫn đến thất bại đầu tiên duy nhất của Liverpool sau 20 trận bất bại trong mùa giải. Ngày 21 tháng 2, Manchester City nhận phải thất bại 1–2 trước đội bóng cũ của Sané, Schalke ở trận lượt đi vòng 16 đội Champions League, đội bóng anh phải chơi từ phút thứ 68 sau khi Nicolás Otamendi nhận thẻ vàng thứ hai kèm theo chiếc thẻ đỏ và bị đuổi khỏi sân. Sané san bằng tỷ số bằng một cú sút đáng kinh ngạc từ khoảng cách gần 30 mét chỉ 7 phút sau khi vào sân thay cho Sergio Agüero. Anh không hề ăn mừng vì phải tôn trọng câu lạc bộ cũ của mình. Tuy nhiên, Manchester City lội ngược dòng và giành chiến thắng với tỷ số 3–2.
Ngày 13 tháng 3 năm 2019, trong trận lượt về vòng 16 đội Champions League gặp Schalke, Sané có một màn trình diễn khó tin với ba đường kiến tạo và một bàn thắng góp công vào chiến thắng 7–0 của Manchester City, đưa họ giành qưyền vào tứ kết giải đấu. Ngày 24 tháng 4, anh ghi bàn vào lưới Manchester United ở phút thứ 66, giúp Manchester City giành chiến thắng. Đó là bàn thắng đầu tiên của Sané trong trận derby Manchester.

#### 2019–20: Chấn thương
Sané đã nhiều lần được liên hệ với Bayern Munich để thay thế trụ bột của câu lạc bộ là Franck Ribéry, người đã rời câu lạc bộ và cùng Arjen Robben. Bất chấp thỏa thuận với câu lạc bộ Đức được cho là sắp hoàn tất, Sané vẫn có tên trong đội hình xuất phát của Manchester City trong trận gặp Liverpool ở FA Community Shield. Chỉ sau 10 phút, anhdính  chấn thương đứt dây chằng chéo trướ và rời sânc, khiến phải nghỉ thi đấu trong phần lớn thời gian của mùa giải và kết thúc các cuộc đàm phán với Bayern cho đến khi chấn thương của anh hồi phục. Tháng 6 năm 2020, Sané từ chối gia hạn hợp đồng với Manchester City, việc này huấn luyện viên Guardiola tuyên bố rằng Sané sẽ rời câu lạc bộ này vào mùa hè.

### Bayern München

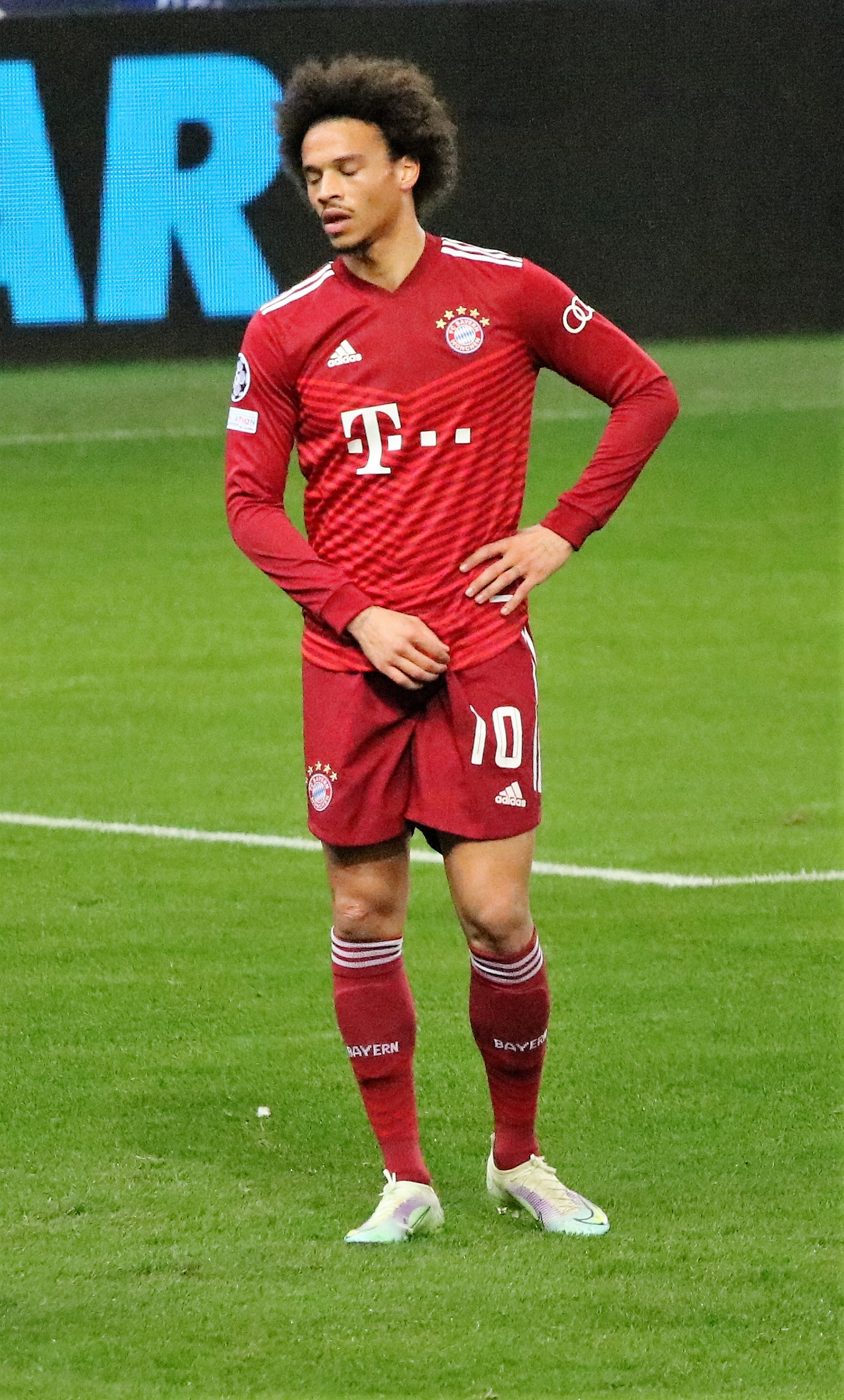
Sané thi đấu cho Bayern München năm 2022

Ngày 3 tháng 7 năm 2020, Sané đặt bút ký hợp đồng 5 năm với Bayern Munich, với mức phí bàn đầu là 45 triệu euro kèm theo các điều khoản bổ sung lên tới 60 triệu euro. Anh có trận ra mắt Bayern Munich vào ngày 19 tháng 8, ghi bàn đầu tiên cho đội bóng trong chiến thắng 8–0 trước đội bóng cũ Schalke 04 ở trận mở màn Bundesliga. Ngày 3 tháng 11 năm 2020, anh ghi bàn thắng đầu tiên cho Bayern Munich tại Champions League khi họ đánh bại Red Bull Salzburg với tỷ số 6–2 trong mùa giải 2020–21.
Tại Champions League 2021–22, Sané đã ghi sáu bàn và thực hiện sáu pha kiến tạo trong mười trận, trong đó có ba bàn thắng ở hai lượt trận gặp Benfica. Ngày 7 tháng 9 năm 2022, anh ghi một bàn thắng và cú căng ngang bị đối phương cản phá nhưng để phản lưới giúp Bayern Munich ẩn định chiến thắng 2–0 trước Inter Milan ở UEFA Champions League 2022–23. Ngày 4 tháng 10 năm 2022, anh lập một cú đúp trong chiến thắng 5–0 trước Viktoria Plzeň, để có bàn thắng thứ 20 tại Champions League.

### Galatasaray
Ngày 12 tháng 6 năm 2025, Sané chính thức gia nhập câu lạc bộ Süper Lig Galatasaray theo dạng chuyển nhượng tự do, với hợp đồng có thời hạn 3 năm. Sau đó, anh trao chiếc áo số 10, từng được Dries Mertens mặc trước khi rời câu lạc bộ.

## Sự nghiệp quốc tế

### Đội tuyển trẻ
Ngày 28 tháng 8 năm 2015, Sané lần đầu tiên được huấn luyện viên Horst Hrubesch triệu tập vào đội tuyển U21 Đức  cho trận giao hữu gặp U-21 Đan Mạch và vòng loại Giải vô địch U21 châu Âu 2017, gặp U-21 Azerbaijan. Ngày 3 tháng 9 năm 2015, anh ra mắt U21 Đức trong chiến thắng 2–1 tại trước Đan Mạch, chỉ chơi trong 73 phút trước khi được thay ra bởi Julian Brandt.

### Đội tuyển quốc gia
Sané lần đầu tiên được gọi lên đội tuyển quốc Đức vào ngày 6 tháng 11 năm 2015. Anh cũng đủ điều kiện để khoác áo đội tuyển Pháp, do mang quốc tịch Pháp. Ngày 13 tháng 11 năm 2015, anh vào sân từ băng ghế dự bị thay cho Julian Draxler ở phút thứ 61 trong trận thua 0–2 trên sân Stade de France trước Pháp ở trận giao hữu. Tuy nhiên, trận đấu này bị lu mờ bởi các vụ tấn công Paris.
Sané đã được huấn luyện viên Joachim Löw triệu tập vào đội tuyển Đức tham dự UEFA Euro 2016. Anh chỉ ra sân một lần duy nhất ở giải đấu là trong trận bán kết gặp Pháp, vào sân thay cho Bastian Schweinsteiger ở phút thứ 79. Tuy nhiên, Đức phải nhận thất bại trận đấu với tỷ số 0–2.
Sané đã bị loại khỏi danh sách tuyển Đức tham dự FIFA World Cup 2018 để nhường chỗ cho Julian Brandt vào ngày 4 tháng 6 năm 2018.  Tháng 9 năm 2018, sau khi được chọn vào đội hình tham dự các trận đấu gặp Pháp và Peru, anh phải rời khách sạn của đội tuyển Đức vì lý do cá nhân sau cuộc trao đổi ngắn với huấn luyện viên Joachim Löw. Sau đó được tiết lộ rằng lý do này là do sự ra đời của con gái anh.

Sané ghi bàn thắng đầu tiên cho Đức vào ngày 16 tháng 11 năm 2018, bàn thắng từ pha kiến tạo của Serge Gnabry ở phút thứ 8 trong chiến thắng 3–0 trước đối thủ Nga. Ngày 19 tháng 5 năm 2021, anh được gọi lên đội tuyển Đức tham dự UEFA Euro 2020.

## Thống kê sự nghiệp

### Câu lạc bộ
Tính đến ngày 11 tháng 3 năm 2023
| Câu lạc bộ          | Mùa giải            | Giải đấu            | Giải đấu | Giải đấu | Cúp Quốc gia | Cúp Quốc gia | Cúp Liên đoàn | Cúp Liên đoàn | Châu Âu | Châu Âu | Khác | Khác | Tổng cộng | Tổng cộng |
| Câu lạc bộ          | Mùa giải            | Hạng                | Trận     | Bàn      | Trận         | Bàn          | Trận          | Bàn           | Trận    | Bàn     | Trận | Bàn  | Trận      | Bàn       |
| ------------------- | ------------------- | ------------------- | -------- | -------- | ------------ | ------------ | ------------- | ------------- | ------- | ------- | ---- | ---- | --------- | --------- |
| Schalke 04          | 2013–14             | Bundesliga          | 1        | 0        | 0            | 0            | —             | —             | 0       | 0       | —    | —    | 1         | 0         |
| Schalke 04          | 2014–15             | Bundesliga          | 13       | 3        | 0            | 0            | —             | —             | 1       | 1       | —    | —    | 14        | 4         |
| Schalke 04          | 2015–16             | Bundesliga          | 33       | 8        | 2            | 0            | —             | —             | 7       | 1       | —    | —    | 42        | 9         |
| Schalke 04          | Tổng cộng           | Tổng cộng           | 47       | 11       | 2            | 0            | —             | —             | 8       | 2       | —    | —    | 57        | 13        |
| Manchester City     | 2016–17             | Premier League      | 26       | 5        | 5            | 2            | 2             | 0             | 4       | 2       | —    | —    | 37        | 9         |
| Manchester City     | 2017–18             | Premier League      | 32       | 10       | 3            | 1            | 5             | 3             | 9       | 0       | —    | —    | 49        | 14        |
| Manchester City     | 2018–19             | Premier League      | 31       | 10       | 4            | 2            | 3             | 0             | 8       | 4       | 1    | 0    | 47        | 16        |
| Manchester City     | 2019–20             | Premier League      | 1        | 0        | 0            | 0            | 0             | 0             | 0       | 0       | 1    | 0    | 2         | 0         |
| Manchester City     | Tổng cộng           | Tổng cộng           | 90       | 25       | 12           | 5            | 10            | 3             | 21      | 6       | 2    | 0    | 135       | 39        |
| Bayern Munich       | 2020–21             | Bundesliga          | 32       | 6        | 1            | 1            | —             | —             | 8       | 3       | 3    | 0    | 44        | 10        |
| Bayern Munich       | 2021–22             | Bundesliga          | 32       | 7        | 2            | 1            | —             | —             | 10      | 6       | 1    | 0    | 45        | 14        |
| Bayern Munich       | 2022–23             | Bundesliga          | 22       | 7        | 2            | 1            | —             | —             | 6       | 4       | 1    | 1    | 31        | 13        |
| Bayern Munich       | Tổng cộng           | Tổng cộng           | 86       | 20       | 5            | 3            | —             | —             | 24      | 13      | 5    | 1    | 120       | 37        |
| Tổng cộng sự nghiệp | Tổng cộng sự nghiệp | Tổng cộng sự nghiệp | 223      | 56       | 19           | 8            | 10            | 3             | 53      | 21      | 7    | 1    | 312       | 89        |

1. ↑  Bao gồm Cúp bóng đá Đức, Cúp FA
2. ↑  Bao gồm Cúp EFL
3. 1 2 3 4 5 6 7  Ra sân tại UEFA Champions League
4. ↑  Ra sân tại UEFA Europa League
5. 1 2  Ra sân tại FA Community Shield
6. ↑  Một lần ra sân tại Siêu cúp bóng đá châu Âu, 2 lần ra sân tại FIFA Club World Cup
7. 1 2  Ra sân tại Siêu cúp Đức

### Đội tuyển quốc gia
Tính đến ngày 21 tháng 11 năm 2023
| Đội tuyển quốc gia | Năm       | Trận | Bàn |
| ------------------ | --------- | ---- | --- |
| Đức                | 2015      | 1    | 0   |
| Đức                | 2016      | 3    | 0   |
| Đức                | 2017      | 5    | 0   |
| Đức                | 2018      | 8    | 2   |
| Đức                | 2019      | 4    | 3   |
| Đức                | 2020      | 4    | 1   |
| Đức                | 2021      | 15   | 5   |
| Đức                | 2022      | 10   | 0   |
| Đức                | 2023      | 9    | 2   |
| Tổng cộng          | Tổng cộng | 59   | 13  |

#### Bàn thắng quốc tế
| #   | Ngày                 | Địa điểm                              | Đối thủ       | Bàn thắng | Kết quả | Giải đấu                    |
| --- | -------------------- | ------------------------------------- | ------------- | --------- | ------- | --------------------------- |
| 1.  | 15 tháng 11 năm 2018 | Red Bull Arena, Leipzig, Đức          | Nga           | 1–0       | 3–0     | Giao hữu                    |
| 2.  | 19 tháng 11 năm 2018 | Veltins-Arena, Gelsenkirchen, Đức     | Hà Lan        | 2–0       | 2–2     | UEFA Nations League 2018–19 |
| 3.  | 24 tháng 3 năm 2019  | Johan Cruyff Arena, Amsterdam, Hà Lan | Hà Lan        | 1–0       | 3–2     | Vòng loại Euro 2020         |
| 4.  | 8 tháng 6 năm 2019   | Borisov Arena, Barysaw, Belarus       | Belarus       | 1–0       | 2–0     | Vòng loại Euro 2020         |
| 5.  | 11 tháng 6 năm 2019  | Opel Arena, Mainz, Đức                | Estonia       | 8–0       | 8–0     | Vòng loại Euro 2020         |
| 6.  | 14 tháng 11 năm 2020 | Red Bull Arena, Leipzig, Đức          | Ukraina       | 1–1       | 3–1     | UEFA Nations League 2020–21 |
| 7.  | 7 tháng 6 năm 2021   | Merkur Spiel-Arena, Düsseldorf, Đức   | Latvia        | 7–1       | 7–1     | Giao hữu                    |
| 8.  | 2 tháng 9 năm 2021   | Kybunpark, St. Gallen, Thụy Sĩ        | Liechtenstein | 1–0       | 2–0     | Vòng loại World Cup 2022    |
| 9.  | 8 tháng 9 năm 2021   | Laugardalsvöllur, Reykjavík, Iceland  | Iceland       | 3–0       | 4–0     | Vòng loại World Cup 2022    |
| 10. | 11 tháng 11 năm 2021 | Volkswagen Arena, Wolfsburg, Đức      | Liechtenstein | 3–0       | 9–0     | Vòng loại World Cup 2022    |
| 11. | 11 tháng 11 năm 2021 | Volkswagen Arena, Wolfsburg, Đức      | Liechtenstein | 5–0       | 9–0     | Vòng loại World Cup 2022    |
| 12  | 9 tháng 9 năm 2023   | Volkswagen Arena, Wolfsburg, Đức      | Nhật Bản      | 1–1       | 1–4     | Giao hữu                    |
| 13  | 12 tháng 9 năm 2023  | Westfalenstadion, Dortmund, Đức       | Pháp          | 2–0       | 2–1     | Giao hữu                    |

## Danh hiệu
Câu lạc bộ
Manchester City
- Premier League: 2017–18, 2018–19[93]
- FA Cup: 2018–19[94]
- EFL Cup: 2017–18,[95] 2018–19[96]
- FA Community Shield: 2018,[97] 2019[98]

Bayern Munich
- Bundesliga: 2020–21[99], 2021–22, 2022–23
- DFL-Supercup: 2020, 2021, 2022
- UEFA Super Cup: 2020[100]
- FIFA Club World Cup: 2020[101]

Quốc tế
Đức
- Cúp Liên đoàn các châu lục: 2017[102]

Cá nhân
- Cầu thủ trẻ xuất sắc nhất năm của PFA: 2017–18[103]
- Cầu thủ xuất sắc nhất tháng của Premier League: Tháng 10 năm 2017[104]
- Đội hình xuất sắc nhất UEFA Champions League mùa giải: 2021–22[105]